# Peter Linebaugh
Peter Linebaugh est un historien marxiste américain spécialisé dans l'histoire britannique, l'histoire irlandaise, l'histoire du travail et l'histoire du colonialisme atlantique. Il est l'une des figures de proue de l'« Histoire d'en bas ».

## Carrière
Peter Linebaugh est né en 1942. Il a eu EP Thompson comme professeur et a présenté son doctorat d'histoire britannique à l'université de Warwick en 1975.
Linebaugh a pris sa retraite de l'université de Toledo en 2014.
Les livres de Linebaugh ont été généralement bien reçus au sein de la discipline historique et plusieurs de ses livres ont rencontré un certain succès auprès du grand public. À la suite de la parution du Magna Carta Manifesto, l'historien Robin Kelley (en) a fait l'éloge de Linebaugh en disant qu'il n'y a "pas d'historien plus important vivant aujourd'hui. Point."

### Ouvrages traduits en français
- Les pendus de Londres: crime et société civile au XVIIIe siècle. Lux et CMDE, 2018.
- Linebaugh, Peter et Rediker, Marcus. L'hydre aux mille têtes : L'histoire cachée de l'Atlantique révolutionnaire. Éditions Amsterdam, 2008.

### Ouvrages en anglais
- Linebaugh, Peter, Hay, Doug, and Thompson, E.P. (eds.). Albion's Fatal Tree: Crime and Society in Eighteenth-Century England. Pantheon Press, 1975.
- The Magna Carta Manifesto: Liberties and Commons for All. Berkeley: University of California Press, 2008.
- Ned Ludd & Queen Mab: Machine-Breaking, Romanticism, and the Several Commons of 1811–12. PM press, 2012.
- Stop, Thief! The Commons, Enclosures, and Resistance. Oakland, PM Press, 2014.
- The Incomplete, True, Authentic, and Wonderful History of May Day, PM Press, 2016.